# Liste der Einträge im National Register of Historic Places im Knox County (Texas)
Die Liste der Registered Historic Places im Knox County führt alle Bauwerke und historischen Stätten im texanischen Knox County auf, die in das National Register of Historic Places aufgenommen wurden.

## Aktuelle Einträge
| Lfd. Nr. | Name im NRHP                                | Bild | Datum der Eintragung | Adresse/Lage                     | Ort      | NRHP-ID  | Beschreibung |
| -------- | ------------------------------------------- | ---- | -------------------- | -------------------------------- | -------- | -------- | ------------ |
| 1        | State Highway 16 Bridge at the Brazos River |      | 10. Okt. 1996        | TX 6, 6 mi. S of jct. with US 82 | Benjamin | 96001123 |              |